# Vaios Karagiannīs
Vaios Karagiannīs (in greco: Βάιος Καραγιάννης; Karditsa, 25 giugno 1968) è un allenatore di calcio ed ex calciatore greco, di ruolo difensore.

## Palmarès

### Club

#### Competizioni nazionali
- Campionato greco: 3

AEK Atene: 1991-1992, 1992-1993, 1993-1994
- Coppa di Grecia: 4

AEK Atene: 1995-1996, 1996-1997, 1999-2000, 2001-2002
- Supercoppa di Grecia: 1

AEK Atene: 1996